# Frithjof Aurich
Frithjof Aurich (* 9. Oktober 1933; † 16. September 2013 in Allensbach) war ein deutscher Physikochemiker.

## Leben und Werk
Frithjof Aurich diplomierte 1961 an der TH Stuttgart unter Karl Seiler über Leitfähigkeitsmessungen an hochreinem Germanium und wurde 1965 ebendort promoviert (Eine Apparatur zur Messung der Fluoreszenzpolarisation und deren Anwendung auf einige Lösungen aromatischer Verbindungen). Nach seinem Wechsel an die Technische Universität Berlin (TU Berlin) wurde er 1968 Oberassistent am Institut für Physikalische Chemie (Iwan N. Stranski-Institut). 1972 erfolgte seine Ernennung zum Professor für Physikalische Chemie. Die Professur an der TU Berlin hielt er inne bis zu seiner Emeritierung am 31. Oktober 1995.
Aurichs Forschungsbereich war die Optische Molekülspektroskopie. Zu den verwendeten Methoden gehörten die Polarisations-, Fluoreszenz- und Lumineszenz-Spektroskopie. Aurich war auch an apparativen Entwicklungen beteiligt, die spektroskopische Messungen bei Temperaturen von flüssigem Stickstoff oder von flüssigem Helium erlaubten. Objekte seiner Forschung waren unter anderen organische Molekülkristalle.
Frithjof Aurich war mit Ursula Herpich verheiratet und starb im September 2013 im Kloster Hegne.

## Schriften
- mit  M. Hauser, E. Lippert und H. Stegemeyer: Die Natur der Lumineszenz von cis-Stilben. In: Zeitschrift für Physikalische Chemie. Band 42, 1964, S. 123–124, doi:10.1524/zpch.1964.42.1_2.123.
- mit L. Herbing und J. Marquard: He-Verdampferkryostat für die Polarisationsspektroskopie organischer Moleküle. In: Zeitschrift für angewandte Physik. Band 29, 1970, S. 365–366.
- mit J. Marquard: Fast depopulation of triplet exciton traps and delayed fluorescence of crystalline benzene. In: Chemical Physics Letters. Band 8, Nr. 1, 1971, S. 91–93, doi:10.1016/0009-2614(71)80585-7.
- mit J. Marquard und K. D. Schumacher: Simple continuous flow helium cryostat for spectroscopy. In: Journal of physics. E: Scientific instruments. Band 8, 1975, S. 447–448, doi:10.1088/0022-3735/8/6/004.